# Barrio de Guadalupe Sección Tercera
Barrio de Guadalupe Sección Tercera är en ort i Mexiko.   Den ligger i kommunen Petlalcingo och delstaten Puebla, i den sydöstra delen av landet, 200 km sydost om huvudstaden Mexico City. Barrio de Guadalupe Sección Tercera ligger 1 387 meter över havet och antalet invånare är 108.
Terrängen runt Barrio de Guadalupe Sección Tercera är kuperad åt nordväst, men åt sydost är den platt. Barrio de Guadalupe Sección Tercera ligger nere i en dal. Runt Barrio de Guadalupe Sección Tercera är det ganska glesbefolkat, med 42 invånare per kvadratkilometer. Närmaste större samhälle är Petlalcingo, 1,5 km väster om Barrio de Guadalupe Sección Tercera. Trakten runt Barrio de Guadalupe Sección Tercera består i huvudsak av gräsmarker.